# Tournedos-sur-Seine
Tournedos-sur-Seine är en kommun i departementet Eure i regionen Normandie i norra Frankrike. Kommunen ligger i kantonen Val-de-Reuil som tillhör arrondissementet Les Andelys. År 2018 hade Tournedos-sur-Seine 99 invånare.

## Befolkningsutveckling
Antalet invånare i kommunen Tournedos-sur-Seine
Referens:INSEE